# Llista d'epidèmies
Aquest article és una llista d'epidèmies de malalties infeccioses. No s'inclouen malalties generalitzades i cròniques, com ara malalties del cor i al·lèrgies, si no es creu que siguin infeccioses.

## Fins alseglexv
| Esdeveniment                            | Data                              | Ubicació                                      | Malaltia                                                                 | Nombre de morts (estimació)                     | Ref.              |
| --------------------------------------- | --------------------------------- | --------------------------------------------- | ------------------------------------------------------------------------ | ----------------------------------------------- | ----------------- |
| Plaga d'Atenes                          | 429–426 aC                        | Grècia                                        | Desconegut, possiblement tifus, febre tifoide o febre hemorràgica vírica | 75.000–100.000                                  | [ 1 ] [ 2 ] [ 3 ] |
| Epidèmia del 412 aC                     | 412 aC                            | República Romana, Nord de Grècia              | Desconegut, possiblement grip                                            | desconegut                                      | [ 4 ]             |
| Pesta antonina                          | 165–180 (possiblement fins a 190) | Imperi Romà                                   | Desconegut, possiblement verola                                          | ~ 5-10 milions                                  | [ 5 ]             |
| Pesta de Cebrià                         | 250–266                           | Europa                                        | Desconegut, possiblement verola                                          | ~ 1 milió                                       | [ 6 ]             |
| Pesta de Justinià                       | 541–542                           | Europa, Egipte i Àsia Occidental              | Pesta                                                                    | 25–50 milions; 40% de la població               | [ 7 ]             |
| Pesta romana del 590                    | 590                               | Roma                                          | Pesta                                                                    | > 100 milions                                   | [ 8 ]             |
| Pesta de Sheroe                         | 627–628                           | Ctesifont, Pèrsia                             | Pesta                                                                    | > 100.000                                       | [ 9 ]             |
| Pesta del 664                           | 664–689                           | Illes Britàniques                             | Pesta                                                                    |                                                 | [ 10 ]            |
| Epidèmia de verola japonesa del 735-737 | 735–737                           | Japó                                          | Verola                                                                   | ~ 2 milions: aprox. 1/3 de la població del Japó | [ 11 ] [ 12 ]     |
| Pesta del 746-747                       | 746–747                           | Imperi Romà d'Orient, Àsia Occidental, Àfrica | Pesta                                                                    |                                                 | [ 13 ]            |
| Pesta Negra                             | 1331–1353                         | Europa, Àsia i Àfrica del Nord                | Pesta                                                                    | 75-200 milions; 30–60% de la població           | [ 14 ]            |
| Suor anglesa (múltiples brots)          | 1485–1551                         | Anglaterra i després Europa continental       | Desconeguda, possiblement una espècie de hantavirus desconegut           | > 10,000                                        | [ 15 ]            |

## Seglesxvi-xvii
| Esdeveniment                                | Data      | Malaltia | Ubicació                                           | Nombre de morts (estimació)                          | Ref.                        |
| ------------------------------------------- | --------- | --- | -------------------------------------------------- | ---------------------------------------------------- | --------------------------- |
| Epidèmia de verola de 1520                  | 1520      | Verola | Mèxic                                              | 5-8 milions                                          | [ 16 ]                      |
| Epidèmies de Cocoliztli de 1545–1548        | 1545–1548 | Possiblement Salmonella enterica | Mèxic                                              | 5–15 milions (80% de la població)                    | [ 17 ] [ 18 ] [ 19 ] [ 20 ] |
| Plaga de Londres del 1563                   | 1563–1564 | Pesta | Londres                                            | > 20,100 a Londres                                   |                             |
| Epidèmies de Cocoliztli de 1576             | 1576–1580 | Possiblement Salmonella enterica | Mèxic                                              | 2–2.5 milions (50% de la població)                   | [ 17 ] [ 18 ] [ 19 ] [ 20 ] |
| Pesta de San Cristóbal de La Laguna de 1582 | 1582–1583 | Pesta | Tenerife                                           | Entre 5.000 i 9.000 (entre el 25-45% de la població) | [ 21 ]                      |
|                                             | 1592–1596 | Xarampió | Nació de Seneca                                    |                                                      | [ 22 ]                      |
| Pesta epidèmica de Malta de 1592-1593       | 1592–1593 | Pesta | Malta                                              | 3,000                                                | [ 23 ]                      |
| Plaga de Londres de 1592–1593               | 1592–1593 | Pesta | Londres                                            | > 19,900 a Londres i altres indrets                  |                             |
|                                             | 1596–1602 | Pesta | Espanya                                            |                                                      | [ 24 ]                      |
|                                             | 1600–1650 | Malària | Amèrica del Sud                                    |                                                      | [ 25 ]                      |
|                                             | 1603      | Pesta | Anglaterra                                         |                                                      | [ 26 ]                      |
|                                             | 1609      | Pesta | Egipte                                             |                                                      |                             |
|                                             | 1616–1619 | Causa desconeguda. L'última recerca suggereix que va ser una epidèmia de Leptospirosi. L'explicació clàssica inclou febre groga, Pesta bubònica, grip, verola, varicel·la, tifus, i una infecció sindèmica d'hepatitis B i hepatitis D. | Nova Anglaterra, especialment la gent de Wampanoag | 30–90% de la població                                | [ 27 ] [ 28 ]               |
| Plaga d'Itàlia de 1629–1631                 | 1629–1631 | Pesta | Itàlia                                             | 280,000                                              | [ 29 ]                      |
|                                             | 1634      | Verola | Hurons                                             |                                                      | [ 30 ]                      |
| Epidèmia de verola de Massachusetts         | 1633      | Verola | Tretze colònies                                    |                                                      |                             |
|                                             | 1636      | Pesta | Anglaterra                                         |                                                      | [ 31 ]                      |
|                                             | 1641–1644 | Pesta | Xina                                               |                                                      | [ 32 ]                      |
| Gran plaga de Sevilla                       | 1647–1652 | Pesta | Espanya                                            |                                                      |                             |
|                                             | 1648      | Febre groga | Amèrica del Sud                                    |                                                      | [ 33 ]                      |
| Plaga de Nàpols                             | 1656      | Pesta | Itàlia                                             |                                                      | [ 34 ]                      |
|                                             | 1657      | Xarampió | Tretze Colònies                                    |                                                      | [ 35 ]                      |
|                                             | 1663–1664 | Pesta | Països Baixos                                      | 24,148                                               |                             |
| Gran plaga de Londres                       | 1665–1666 | Pesta | Anglaterra                                         | 100,000                                              | [ 37 ]                      |
|                                             | 1668      | Pesta | França                                             | 40,000                                               | [ 38 ]                      |
| Epidèmia de pesta de Malta del 1675-1976    | 1675–1676 | Pesta | Malta                                              | 11,300                                               | [ 39 ]                      |
|                                             | 1676–1685 | Pesta | Espanya                                            |                                                      | [ 40 ]                      |
| Gran plaga de Viena                         | 1679      | Pesta | Àustria                                            | 76,000                                               |                             |
|                                             | 1687      | Xarampió | Tretze Colònies                                    |                                                      | [ 41 ]                      |
|                                             | 1690      | Febre groga | Tretze Colònies                                    |                                                      |                             |

## Seglexviii
| Esdeveniment                          | Data            | Malaltia              | Ubicació                                    | Nombre de morts              | Ref.   |
| ------------------------------------- | --------------- | --------------------- | ------------------------------------------- | ---------------------------- | ------ |
|                                       | 1702–1703       | Verola                | Canadà, Nova França                         |                              | [ 42 ] |
| Gran epidèmia de verola               | 1707–1709       | Verola                | Islàndia                                    | > 18,000 (36% of population) |        |
| Plaga de la Gran Guerra del Nord      | 1710–1712       | Pesta                 | Dinamarca, Suècia                           |                              |        |
|                                       | 1713–1715       | Xarampió              | Tretze Colònies                             |                              | [ 43 ] |
|                                       | 1714–1715       | Xarampió              | Canadà, Nova França                         |                              | [ 44 ] |
| Gran plaga de Marsella                | 1720–1722       | Pesta                 | França                                      |                              | [ 45 ] |
|                                       | 1721–1722       | Verola                | Tretze Colònies                             |                              | [ 46 ] |
|                                       | 1729            | Xarampió              | Tretze Colònies                             |                              | [ 47 ] |
|                                       | 1730            | Febre groga           | Espanya                                     |                              |        |
|                                       | 1732–1733       | Grip                  | Tretze Colònies                             |                              | [ 48 ] |
|                                       | 1733            | Verola                | Canadà, Nova França                         |                              | [ 49 ] |
| Gran pesta de 1738                    | 1738            | Pesta                 | Balcans                                     | > 50,000                     | [ 50 ] |
|                                       | 1738            | Verola                | Tretze Colònies                             |                              |        |
|                                       | 1739–1740       | Xarampió              | Tretze Colònies                             |                              |        |
|                                       | 1743            | Pesta                 | Itàlia                                      |                              | [ 51 ] |
|                                       | 1747            | Xarampió              | Tretze Colònies                             |                              |        |
|                                       | 1755–1756       | Verola                | Amèrica del Nord                            |                              |        |
|                                       | 1759            | Xarampió              | Amèrica del Nord                            |                              | [ 52 ] |
|                                       | 1761            | Grip                  | Amèrica del Nord, Índies Occidentals        |                              |        |
|                                       | 1763            | Verola                | Amèrica del Nord, actual àrea de Pittsburgh |                              | [ 53 ] |
| Plaga russa del 1770–1772             | 1770–1772       | Pesta                 | Russia                                      | > 50,000                     |        |
|                                       | Dècada del 1770 | Verola                | Natius del Nord-oest del Pacífic            |                              | [ 54 ] |
|                                       | 1772            | Xarampió              | Amèrica del Nord                            |                              |        |
|                                       | 1772            | Pesta                 | Persia                                      | > 2,000,000                  |        |
|                                       | 1775–1776       | Grip                  | Anglaterra                                  |                              | [ 55 ] |
|                                       | 1778            | Dengue                | Espanya                                     |                              | [ 56 ] |
| Epidèmia de verola d'Amèrica del Nord | 1780–1782       | Verola                | Cultura de les grans planúries americanes   |                              | [ 57 ] |
|                                       | 1788            | Verola                | Pueblo                                      |                              | [ 58 ] |
|                                       | 1788            | Xarampió              | Estats Units d'Amèrica                      |                              |        |
|                                       | 1789–1790       | Verola                | Nova Gal·les del Sud                        |                              | [ 59 ] |
|                                       | 1793            | Grip i tifus epidèmic | Estats Units d'Amèrica                      |                              |        |
| Epidèmia de febre groga del 1793      | 1793–1798       | Febre groga           | Estats Units d'Amèrica                      |                              | [ 60 ] |

## Seglexix
| Esdeveniment                                 | Data      | Malaltia       | Ubicació                                  | Nombre de morts | Ref.          |
| -------------------------------------------- | --------- | -------------- | ----------------------------------------- | --------------- | ------------- |
|                                              | 1800–1803 | Febre groga    | Espanya                                   |                 | [ 61 ]        |
|                                              | 1801      | Pesta bubònica | Imperi Otomà, Egipte                      |                 | [ 62 ]        |
|                                              | 1803      | Febre groga    | Estats Units d'Amèrica                    |                 |               |
|                                              | 1812      | Pesta          | Egipte                                    |                 |               |
|                                              | 1812      | Pesta          | Imperi Otomà                              |                 |               |
|                                              | 1813      | Pesta          | Malta                                     |                 |               |
| Plaga de Caragea                             | 1813      | Pesta          | Romania                                   | 60,000          |               |
|                                              | 1816–1819 | Tifus          | Ireland                                   |                 |               |
| Primera pandèmia de còlera                   | 1816–1826 | Còlera         | Asia, Europe                              | > 100,000       | [ 63 ]        |
|                                              | 1820–1823 | Febre groga    | Estats Units d'Amèrica                    |                 |               |
| Epidèmia de febre groga de 1821              | 1821      | Febre groga    | Barcelona                                 |                 |               |
|                                              | 1828      | Verola         | Nova Gal·les del Sud, Austràlia           |                 | [ 64 ]        |
| Epidèmia de Groningen                        | 1829      | Malària        | Països Baixos                             |                 |               |
|                                              | 1829      | Verola         | Austràlia Meridional                      |                 | [ 65 ]        |
|                                              | 1829–1835 | Pesta bubònica | Iran                                      |                 | [ 66 ]        |
| Segona pandèmia de còlera                    | 1829–1851 | Còlera         | Àsia, Europa, Amèrica del Nord            | > 100,000       |               |
|                                              | 1831      | Còlera         | Egipte                                    |                 | [ 67 ] [ 68 ] |
|                                              | 1831–1834 | Verola         | Cultura de les grans planúries americanes |                 |               |
|                                              | 1832      | Còlera         | Anglaterra, França                        |                 |               |
|                                              | 1832      | Còlera         | Amèrica del Nord                          |                 |               |
|                                              | 1833      | Còlera         | Estats Units d'Amèrica                    |                 |               |
|                                              | 1834      | Còlera         | Estats Units d'Amèrica                    |                 |               |
|                                              | 1834–1836 | Pesta bubònica | Egipte                                    |                 |               |
|                                              | 1837      | Tifus          | Estats Units d'Amèrica                    |                 |               |
| Epidèmia de verola del 1837–1838             | 1837–1838 | Verola         | Grans Planes                              |                 | [ 69 ]        |
|                                              | 1840      | Pesta          | Dalmàcia                                  |                 |               |
|                                              | 1840      | Verola         | Sud-àfrica                                |                 |               |
|                                              | 1841      | Febre groga    | Estats Units d'Amèrica                    |                 |               |
| Epidèmia de tifus del 1847                   | 1847–1848 | Tifus epidèmic | Canadà                                    | > 20,000        | [ 70 ]        |
|                                              | 1847      | Febre groga    | Estats Units d'Amèrica                    |                 |               |
|                                              | 1847–1848 | Grip           | Món                                       |                 | [ 71 ]        |
|                                              | 1848      | Còlera         | Egipte                                    |                 |               |
|                                              | 1848–1849 | Còlera         | Amèrica del Nord                          |                 |               |
|                                              | 1850      | Febre groga    | Estats Units d'Amèrica                    |                 |               |
|                                              | 1850–1851 | Grip           | Amèrica del Nord                          |                 |               |
|                                              | 1851      | Còlera         | Estats Units d'Amèrica                    |                 |               |
|                                              | 1852      | Febre groga    | Estats Units d'Amèrica                    |                 |               |
| Tercera pandèmia de còlera                   | 1852–1860 | Còlera         | Rússia                                    | 1,000,000       |               |
| Febre groga a Buenos Aires                   | 1852–1871 | Febre groga    | Argentina                                 | 13,614          | [ 72 ]        |
|                                              | 1853      | Pesta          | Imperi Otomà                              |                 | [ 73 ]        |
| Epidèmia de còlera de Copenhaguen del 1853   | 1853      | Còlera         | Copenhaguen, Dinamarca                    | 4,737           | [ 74 ]        |
| Epidèmia de còlera de Broad Street           | 1854      | Còlera         | Anglaterra                                | 616             | [ 75 ]        |
|                                              | 1855      | Febre groga    | Estats Units d'Amèrica                    |                 |               |
| Tercera pandèmia de pesta                    | 1855–1960 | Pesta bubònica | Món                                       |                 |               |
|                                              | 1857      | Febre groga    | Portugal                                  |                 |               |
|                                              | 1857      | Verola         | Victoria, Austràlia                       |                 | [ 76 ]        |
|                                              | 1857–1859 | Grip           | Europa, Amèrica del Nord, Amèrica del Sud |                 | [ 77 ]        |
|                                              | 1862-1863 | Verola         | Colúmbia Britànica                        | > 3,000         | [ 78 ]        |
| Quarta pandèmia de còlera                    | 1863–1879 | Còlera         | Orient Mitjà                              |                 |               |
|                                              | 1865      | Còlera         | Egipte                                    |                 |               |
|                                              | 1866–1867 | Còlera         | Rússia, Alemanya                          |                 |               |
|                                              | 1867      | Xarampió       | Austràlia                                 |                 |               |
|                                              | 1867      | Pesta          | Iraq                                      |                 | [ 79 ]        |
|                                              | 1870–1871 | Verola         | Alemanya                                  |                 |               |
| Epidèmia de febre groga de Barcelona de 1870 | 1870      | Febre groga    | Barcelona                                 | 1,235           |               |
| Epidèmia de xarampió de les Fiji del 1875    | 1875      | Xarampió       | Fiji                                      | 40,000          | [ 80 ]        |
|                                              | 1877      | Pesta          | Imperi Rus                                |                 |               |
|                                              | 1881      | Còlera         | Egipte                                    |                 |               |
| Cinquena pandèmia de còlera                  | 1881–1896 | Còlera         | Índia, Alemanya                           | > 9,000         |               |
|                                              | 1885      | Verola         | Mont-real                                 | 3,164           |               |
| Grip russa                                   | 1889–1890 | Grip           | Món                                       | 1,000,000       | [ 81 ]        |
|                                              | 1900      | Febre groga    | Àfrica Occidental                         |                 |               |

## Seglexx
| Esdeveniment                              | Data            | Malaltia                                 | Ubicació                            | Nombre de morts    | Ref.          |
| ----------------------------------------- | --------------- | ---------------------------------------- | ----------------------------------- | ------------------ | ------------- |
|                                           | 1896–1906       | Tripanosomosi                            | Conca del Congo                     |                    | [ 82 ]        |
| Sisena pandèmia de còlera                 | 1899–1923       | Còlera                                   | Europa, Àsia, Àfrica                | > 800,000          | [ 63 ]        |
| Tercera pandèmia de pesta                 | 1900–1904       | Pesta bubònica                           | San Francisco                       | 113                | [ 83 ]        |
|                                           | 1900–1920       | Trypanosomiasis                          | Uganda                              |                    | [ 84 ]        |
|                                           | 1902            | Còlera                                   | Egipte                              |                    | [ 67 ] [ 68 ] |
|                                           | 1903            | Pesta bubònica                           | India                               | 22                 |               |
|                                           | 1903            | Pesta bubònica                           | Fremantle                           | 4                  | [ 85 ]        |
| Plaga de la Xina del 1910                 | 1910–1912       | Pesta bubònica                           | Xina                                | 40,000             |               |
| Pandèmia d'encefalitis letàrgica del 1915 | 1915–1926       | Encefalitis letàrgica                    | Món                                 | 1.5 milions        |               |
| Pandèmia de grip de 1918                  | 1918–1920       | Grip                                     | Món                                 | més de 100,000,000 |               |
|                                           | 1918–1922       | Tifus                                    | Rússia                              |                    |               |
| Pesta pneumònica de Los Angeles del 1924  | 1924            | Pesta pneumònica                         | Los Angeles                         | 30                 |               |
| Epidèmia de febre tifoidea de Croydon     | 1937            | Febre tifoidea                           | Croydon                             | 43                 |               |
|                                           | 1942–1944       | Malària                                  | Egipte                              |                    |               |
|                                           | 1946            | Pesta bubònica                           | Xina                                |                    |               |
|                                           | 1946            | Febre recurrent                          | Egipte                              |                    |               |
|                                           | 1947            | Còlera                                   | Egipte                              |                    |               |
| Grip asiàtica                             | 1957–1958       | Grip                                     | Món                                 | 2,000,000          | [ 86 ]        |
| Setena pandèmia de còlera                 | 1961–1975       | Còlera                                   | Món                                 |                    |               |
|                                           | 1963            | Verola                                   | Suècia                              | 4                  | [ 87 ] [ 88 ] |
| Grip de Hong Kong                         | 1968–1969       | Grip                                     | Món                                 | 1,000,000          |               |
|                                           | 1971            | Poliomielitis                            | Països Baixos                       | 5                  | [ 89 ]        |
| Epidèmia de verola de Iugoslàvia del 1972 | 1972            | Verola                                   | Iugoslàvia                          | 35                 |               |
| Grip de Londres                           | 1972–1973       | Grip                                     | Estats Units d'Amèrica              | 1,027              | [ 90 ]        |
| Epidèmia de verola de l'India del 1974    | 1974            | Verola                                   | Índia                               | 15,000             |               |
| Pandèmia del VIH/SIDA                     | 1960–actualitat | HIV/SIDA                                 | Món (Iniciada a la Conca del Congo) | > 32,000,000       | [ 91 ]        |
|                                           | 1990s           | Còlera                                   | Amèrica del Sud                     |                    |               |
| Plaga de l'Índia de 1994                  | 1994            | Pesta                                    | Índia                               | 52                 | [ 92 ]        |
|                                           | 1996-2001       | Malaltia de la variant Creutzfeldt–Jakob | Món                                 | 231                |               |
|                                           | 1996            | Meningitis                               | Àfrica Occidental                   |                    |               |
|                                           | 1998 - 1999     | Infecció pel virus Nipah                 | Malàisia                            | 105                |               |
|                                           | 2000            | Dengue                                   | Amèrica Central                     |                    | [ 93 ]        |

## Seglexxi
| Esdeveniment                                                             | Data                  | Malaltia                                   | Ubicació                                           | Nombre de morts                | Ref.                    |
| ------------------------------------------------------------------------ | --------------------- | ------------------------------------------ | -------------------------------------------------- | ------------------------------ | ----------------------- |
|                                                                          | 2001                  | Còlera                                     | Nigèria                                            | > 400                          | [ 94 ]                  |
|                                                                          | 2001                  | Còlera                                     | Sud-àfrica                                         |                                | [ 95 ]                  |
| SARS-CoV                                                                 | 2002–2004             | SARS Coronavirus                           | Hong Kong                                          | 299                            |                         |
| SARS-CoV                                                                 | 2002–2004             | SARS Coronavirus                           | Xina                                               | 349                            |                         |
| SARS-CoV                                                                 | 2002–2004             | SARS Coronavirus                           | Taiwan                                             | 37                             |                         |
| SARS-CoV                                                                 | 2002–2004             | SARS Coronavirus                           | Canadà                                             | 44                             |                         |
| SARS-CoV                                                                 | 2002–2004             | SARS Coronavirus                           | Singapur                                           | 33                             |                         |
|                                                                          | 2003                  | Pesta                                      | Algèria                                            |                                | [ 96 ]                  |
|                                                                          | 2004                  | Leishmaniosi                               | Afganistan                                         |                                |                         |
|                                                                          | 2004                  | Còlera                                     | Bangladesh                                         |                                |                         |
|                                                                          | 2004                  | Dengue                                     | Indonèsia                                          |                                |                         |
|                                                                          | 2004                  | Còlera                                     | Senegal                                            |                                | [ 97 ]                  |
|                                                                          | 2004                  | Ebola                                      | Sudan                                              | 7                              |                         |
|                                                                          | 2005                  | Febre groga                                | Mali                                               |                                | [ 98 ]                  |
|                                                                          | 2005                  | Dengue                                     | Singapur                                           | 27                             | [ 99 ]                  |
|                                                                          | 2006                  | Còlera                                     | Luanda, Angola                                     |                                | [ 100 ]                 |
|                                                                          | 2006                  | Pesta                                      | Província d'Ituri, República Democràtica del Congo | 61                             |                         |
|                                                                          | 2006                  | Malària                                    | Índia                                              | 17                             | [ 101 ]                 |
|                                                                          | 2006                  | Dengue                                     | Índia                                              | > 50                           | [ 102 ]                 |
|                                                                          | 2006                  | Chikungunya                                | Índia                                              |                                | [ 103 ]                 |
|                                                                          | 2006                  | Dengue                                     | Pakistan                                           | > 50                           | [ 104 ]                 |
|                                                                          | 2006                  | Dengue                                     | Filipines                                          |                                |                         |
| Epidèmia de l'Ebola de Mweka                                             | 2007                  | Ebola                                      | República Democràtica del Congo                    | 187                            | [ 105 ]                 |
|                                                                          | 2007                  | Còlera                                     | Etiòpia                                            |                                | [ 106 ]                 |
|                                                                          | 2008                  | Còlera                                     | Índia                                              | 49                             | [ 107 ]                 |
| Epidèmia de còlera d'Iraq de 2007                                        | 2007                  | Còlera                                     | Iraq                                               | 10                             | [ 108 ]                 |
|                                                                          | 2007                  | Poliomielitis                              | Nigèria                                            |                                | [ 109 ]                 |
|                                                                          | 2007                  | Dengue                                     | Puerto Rico; República Dominicana; Mèxic           |                                | [ 110 ]                 |
|                                                                          | 2007                  | Còlera                                     | Somàlia                                            |                                | [ 111 ]                 |
|                                                                          | 2007                  | Ebola                                      | Uganda                                             | 37                             |                         |
|                                                                          | 2007                  | Còlera                                     | Vietnam                                            |                                | [ 112 ]                 |
|                                                                          | 2008                  | Dengue                                     | Brasil                                             |                                |                         |
|                                                                          | 2008                  | Dengue                                     | Cambodja                                           |                                | [ 113 ]                 |
|                                                                          | 2008                  | Còlera                                     | Txad                                               |                                | [ 114 ]                 |
|                                                                          | 2008-2017             | Febre aftosa humana                        | Xina                                               |                                |                         |
|                                                                          | 2008                  | Pesta bubònica                             | Madagascar                                         |                                | [ 115 ]                 |
|                                                                          | 2008                  | Dengue                                     | Filipines                                          |                                | [ 116 ]                 |
|                                                                          | 2008                  | Còlera                                     | Vietnam                                            |                                | [ 117 ]                 |
| Epidèmia de còlera de Zimbàbue de 2008-2009                              | 2008–2009             | Còlera                                     | Zimbàbue                                           | 4,293                          |                         |
|                                                                          | 2009                  | Dengue                                     | Bolívia                                            | 18                             |                         |
|                                                                          | 2009                  | Hepatitis B                                | Índia                                              | 49                             |                         |
|                                                                          | 2009                  | Dengue                                     | Queensland, Austràlia                              |                                | [ 118 ]                 |
|                                                                          | 2009                  | Parotiditis epidèmica                      | Món                                                |                                |                         |
| Epidèmia de meningitis de l'oest d'Àfrica del 2009–2010                  | 2009–2010             | Meningitis                                 | Àfrica Occidental                                  | 931                            | [ 119 ]                 |
| Pandèmia de grip per A(H1N1) de 2009                                     | 2009                  | Grip                                       | Món                                                | 151,700 – 575,400              | [ 120 ] [ 121 ]         |
| Epidèmia del còlera d'Haití                                              | 2010–actualitat       | Còlera                                     | Hispaniola                                         | 10,075 (Maig 2017)             | [ 122 ] [ 123 ]         |
|                                                                          | 2011–actualitat       | Xarampió                                   | República Democràtica del Congo                    | > 4,500 (Febrer 2014)          | [ 124 ] [ 125 ]         |
|                                                                          | 2011–actualitat       | Febre aftosa humana                        | Vietnam                                            | 170                            | [ 126 ] [ 127 ]         |
| Epidèmia de dengue del Pakistan del 2011                                 | 2011                  | Dengue                                     | Pakistan                                           | > 350                          |                         |
| Epidèmia de febre groga de Darfur del 2012                               | 2012                  | Febre groga                                | Sudan                                              | 171 (Gener del 2013)           | [ 128 ]                 |
| Epidèmia del síndrome respiratòria de l'Orient Mitjà del 2012            | 2012–2015             | Síndrome respiratòria de l'Orient Mitjà    | Món                                                | 862 (Gener del 2020)           | [ 129 ]                 |
|                                                                          | 2013-2014             | Xarampió                                   | Vietnam                                            | 142                            |                         |
| Brot d'Ebola a l'Àfrica de l'oest de 2014                                | 2013–2016             | Febre hemorràgica de l'Ebola               | Àfrica Occidental                                  | > 11,300                       | [ 130 ] [ 131 ]         |
| Epidèmia de chikungunya del 2013–2014                                    | 2013–2015             | Chikungunya                                | Amèrica                                            | 183                            | [ 132 ]                 |
|                                                                          | 2014–2017             | Pesta bubònica                             | Madagascar                                         | 40                             | [ 133 ]                 |
|                                                                          | 2014–2015             | Primer Hepatitis E, però també Hepatitis A | Índia                                              | 36                             | [ 134 ]                 |
| Brot de grip porcina índia del 2015                                      | 2015                  | H1N1                                       | Índia                                              | 2,035                          | [ 135 ] [ 136 ] [ 137 ] |
| Brot del virus Zika a Amèrica (2015-2016)                                | 2015–2016             | Virus del Zika                             | Món                                                | ~53                            | [ 138 ]                 |
| Epidèmia de febre groga d'Angola del 2016                                | 2016                  | Febre groga                                | Africa                                             | Uns 100 (l'abril del 2016)     | [ 139 ]                 |
| Epidèmia de còlera de 2017 al Iemen                                      | 2016–actualitat       | Còlera                                     | Yemen                                              | 3,886 (el novembre del 2019)   | [ 140 ]                 |
| Epidèmia d'encefalitis japonesa de Gorakhpur del 2017                    | 2017                  | Encefalitis japonesa                       | Índia                                              | 64 (l'agost del 2017)          | [ 141 ]                 |
| Epidèmia d'infecció pel virus Nipah de Kerala del 2018                   | 2018                  | Infecció pel virus Nipah                   | Índia                                              | 18 (el febrer del 2020)        | [ 142 ]                 |
| Epidèmia de l'ebola de Kivu del 2018–2019                                | agost 2018–actualitat | Febre hemorràgica de l'Ebola               | República Democràtica del Congo i Uganda           | 2,253 (el febrer del 2020)     | [ 143 ] [ 144 ]         |
| Epidèmia de xarampió de la República Democràtica del Congo del 2019-2020 | 2019–actualitat       | Xarampió                                   | República Democràtica del Congo                    | >5,000 (el novembre de 2019)   | [ 145 ]                 |
| Epidèmia de xarampió de Samoa del 2019                                   | 2019–actualitat       | Xarampió                                   | Samoa                                              | 83                             | [ 146 ]                 |
| Pandèmia per coronavirus de 2019-2022                                    | 2019–actualitat       | COVID-19                                   | Món                                                | 6,141,720 (31 de març de 2022) | [ 147 ] [ 148 ]         |